# Финспонг
Финспонг (швед. Finspång) град је у Шведској, у југоисточном делу државе. Град је у оквиру Источнојетског округа и представља једно од средишта округа. Финспонг је истовремено и седиште истоимене општине.

## Природни услови
Град Финспонг се налази у југоисточном делу Шведске и Скандинавског полуострва. Од главног града државе, Стокхолма, град је удаљен 180 км југозападно.
Финспонг се развила у унтрашњости Скандинавског полуострва, у брежуљкастој области Источне Јетске. Подручје града је бреговито, а надморска висина се креће 25-60 м. Око града се налази низ језера, од којих је највеће Глан.

## Историја
Подручје Финспонга било је насељено у средњем веку. Данашње насеље је основано 1580. године указом краља. Од почетка је насеље имало индустријски карактер, јер је овде одмах основана краљевска тополивница.
У другој половини 19. века, са доласком индустрије и железнице, Финспонг доживљава препород. Коначно, 1942. године насеље добија градска права. Ово благостање траје и дан-данас.

## Становништво
Финспонг је данас град средње величине за шведске услове. Град има око 12.000 становника (податак из 2010. г.), а градско подручје, тј. истоимена општина има око 21.000 становника (податак из 2012. г.). Последњих деценија број становника у граду благо опада.
До средине 20. века Финспонг су насељавали искључиво етнички Швеђани. Међутим, са јачањем усељавања у Шведску, становништво града је постало шароликије.

## Привреда
Данас је Финспонг савремени град са посебно развијеном индустријом. Последње две деценије посебно се развијају трговина, услуге и туризам.

## Збирка слика
- Главна градска улица
- Дворац у Финспонгу
- Главна градска црква
- Стара тополивница